# Eva Profousová
Eva Profousová (* 1963) je česká překladatelka, žijící od roku 1983 v Německu. Studovala východoevropské dějiny a slavistiku. Z češtiny do němčiny překládá jak beletrii, tak i divadelní hry a eseje. Dlouhodobě překládá například knihy od Jaroslava Rudiše, Jáchyma Topola a Michala Viewegha. Za překlad knihy Peníze od Hitlera od Radky Denemarkové získala cenu Georg-Dehio-Buchpreis. Za knihu Hodiny z olova získala cenu Brücke Berlin. Za překlady knih Sestra (1998) a Chladnou zemí (2010) Jáchyma Topola je držitelkou ceny Hamburger Literaturpreise. Za překlad Topolova románu Citlivý člověk a její celé překladatelské dílo získala v roce 2024 cenu Straelener Übersetzerpreis.

## Překlady (výběr)
- Egon Bondy: Prvních deset let (2023)[4]
- Tereza Boučková: Indiánský běh (1993)
- Radka Denemarková: Peníze od Hitlera (2014), Příspěvek k dějinám radosti (2019), Hodiny z olova (2022)
- Petr Ginz: Prager Tagebuch 1941–1942 (2006)
- Václav Havel: Moral in Zeiten der Globalisierung (1998)
- Jaroslav Rudiš: Nebe pod Berlínem (2005), Grandhotel (2008), Potichu (2012), Alois Nebel (2012), Konec punku v Helsinkách (2014), Národní třída (2016)
- Jáchym Topol: Sestra (1998), Noční práce (2003), Cesta do Bugulmy (2006), Chladnou zemí (2010), Citlivý člověk (2019)
- Kateřina Tučková: Žítkovské bohyně (2015)
- Miloš Urban: Sedmikostelí (2003)
- Michal Viewegh: Vybíjená (2005), Případ nevěrné Kláry (2007), Andělé všedního dne (2010), Povídky o lásce (2011), Mafie v Praze (2014)